# الیکا، بخش هییو
الیکا، بخش هییو (به لاتین: Allika, Hiiu County) یک روستا در استونی است که در شهرستان هیو واقع شده‌است.